# Artilheiros das Copas das Confederações
Essa é a lista dos jogadores que mais vezes marcaram gols na Copa das Confederações.